# Piotr Drążkiewicz
Piotr Drążkiewicz, pseud. Paweł (ur. 26 grudnia 1910 w Janowie, zm. 1943 w KL Auschwitz) – działacz KZMP i KPP na Śląsku, w Zagłębiu Dąbrowskim i na Kielecczyźnie, członek II Grupy Inicjatywnej PPR, pełnomocnik KC PPR na Śląsk i Zagłębie.

## Życiorys
Ukończył szkołę rolniczą i kursy rolnicze. W 1927 wstąpił do ZMK (późniejszego KZMP), a następnie do KPP. W 1931 aresztowany i skazany na 3 lata więzienia za działalność komunistyczną. Po wyjściu z więzienia w Grudziądzu został wysłany przez KC KPP do Moskwy, na roczny kurs polityczny w szkole przy Międzynarodówce Komunistycznej. Po powrocie pracował 1935–1938 jako zawodowy funkcjonariusz partyjny, kierował pracą kilku okręgów, a okresowo pełnił obowiązki „obwodowca” w Krakowie, Zagłębiu i na Śląsku. Po rozwiązaniu KPP bez środków do życia, podjął pracę jako robotnik w teatrze kukiełkowym „Baj”.
W latach 1939–1941 przebywał w ZSRR, gdzie początkowo pracował jako robotnik leśny, potem pracownik fabryki drzewnej. W październiku 1941 przybył do Moskwy i powołany do tzw. drugiej grupy inicjatywnej PPR, wysłany na kurs Komitetu Wykonawczego Międzynarodówki Komunistycznej, przeszedł dodatkowe przeszkolenie w zakresie łączności radiowej i szyfrów, wywiadu, dywersji i skoków spadochronowych. W nocy z 19 na 20 maja 1942 przerzucony drogą lotniczą do kraju. Dotarł do punktu kontaktowego w Kozienicach i nawiązał łączność z KC PPR, skierowany na Śląsk i Zagłębie. Ponieważ tamtejsze kierownictwo PPR uległo poważnemu zdekompletowaniu wskutek aresztowań prowadzonych przez gestapo, udał się do Krakowa w celu porozumienia się z władzami IV Obwodu PPR i GL co do dalszej działalności tych organizacji na tym terenie. Po naradach z przywódcami Obwodu przystąpił do pracy nad organizowaniem terenowych instancji PPR: powoływał władze terenowe, zakładał nowe komórki PPR i GL. Dążył do wyodrębnienia Śląska i Zagłębia Dąbrowskiego w samodzielny obwód. W czasie jednej z podróży do Krakowa w listopadzie 1942 został aresztowany w Szczakowej i osadzony w więzieniu w Mysłowicach, skąd przewieziony go do obozu koncentracyjnego Auschwitz-Birkenauu i tam zamordowano.